# Hospital Universitario Nuestra Señora de Candelaria
Hospital Universitario Nuestra Señora de Candelaria (L'Ospedale Universitario di Nostra Signora della Candelaria) è un ospedale universitario situato a Tenerife, in Spagna. È stato inaugurato nel 1966 e si trova a Santa Cruz de Tenerife. L'ospedale serve i residenti dei comuni sud e est di Tenerife ed è anche un ospedale di riferimento per l'isola di La Gomera e El Hierro.
L'ospedale ha una superficie di 82,035 m2, è il più grande complesso ospedaliero delle Isole Canarie. È considerato insieme all'Hospital Universitario de Canarias come ospedale di riferimento per alcune specialità nelle Isole Canarie e anche in Spagna.